# Vol 605 d'Indian Airlines

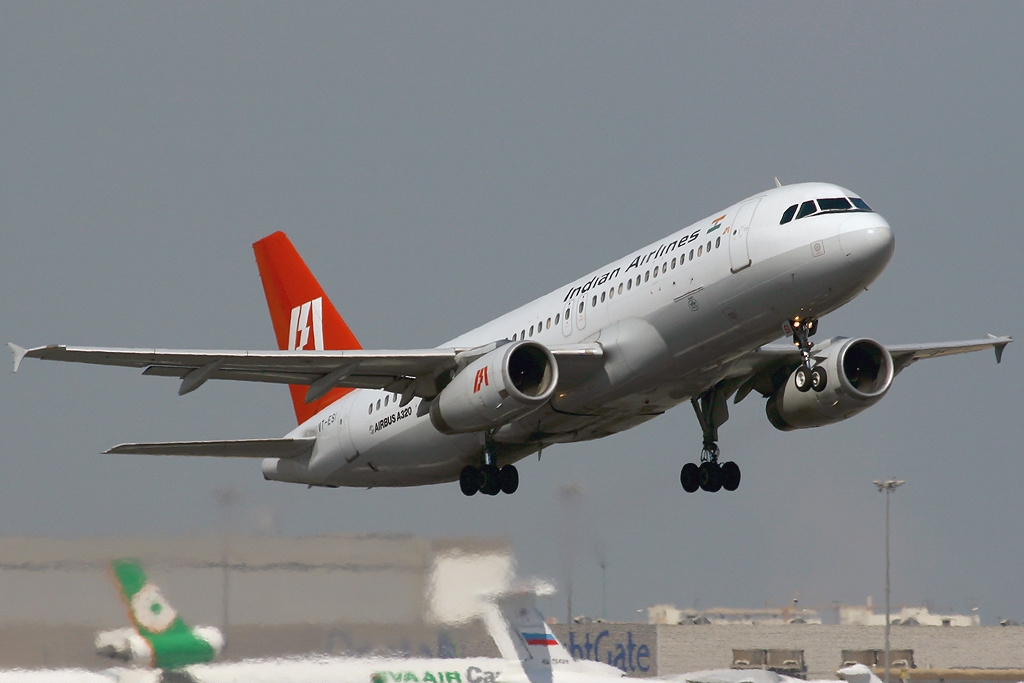
Imatge d'un Airbus A320-231 d'Indian Airlines com el que patí l'accident

El vol 605 d'Indian Airlines fou un vol intern de l'Índia que viatjava de Bombai a Bengaluru. S'accidentà el 14 de febrer del 1990 a menys d'un quilòmetre de l'aeroport de destinació a causa d'un error humà, amb la mort de 88 passatgers i 4 tripulants.
L'aeronau del vol era un Airbus A320-231 de matrícula VT-EPN i motors tipus IAE V2500.A1, que havia estat entregat a Indian Airlines menys de dos mesos abans de l'accident, el 24 de desembre del 1989.

## Detalls del vol
El vol IC605 s'enlairà el 14 de febrer del 1990 a les 11:58, hora de l'Índia (IST), de l'Aeroport Internacional Chhatrapati Shivaji, a Bombai. El capità S. S. Gopujkar comandava l'aeronau i el capità C. A. Fernandez era el segon de bord, amb cinc tripulants i un total de 135 passatgers adults i quatre nens.
Després del primer contacte amb el control del trànsit aeri de l'Aeroport HAL de Bengaluru, a les 12:44 el capità rebé ordres de descendir a 11.000 peus i aterrar a la pista 9. Durant l'aproximació final, l'Airbus A320 descendí més del que era habitual fins a impactar contra el terra al camp de golf del Karnataka Golf Club, a uns 700 metres del començament de la pista on havia d'aterrar. Després d'impactar contra el terra, l'aeronau s'arrossegà uns 25 metres i s'elevà uns altres 70 metres fins a impactar amb un terraplè.
L'informe final, basat en la transcripció de les caixes negres, indicà que l'accident es produí a les 13:03:17, set segons després que els pilots s'adonessin que volaven a una altitud perillosa.
Moriren 90 persones al lloc de l'accident (86 passatgers i quatre tripulants, incloent-hi el pilot i copilot), mentre que unes cinquanta persones foren traslladades a un hospital, on moriren uns altres dos passatgers.

## Causes
El Ministeri d'Aviació Civil de l'Índia dictaminà que l'accident obeí a «un error dels pilots a l'hora d'advertir la gravetat de la situació i respondre-hi tot seguit» amb les accions corresponents, a més de concloure que «l'accident no s'hauria produït si els pilots» haguessin realitzat les maniobres adequades. També menciona que no hi ha constància de cap fallada dels controls i que «els motors funcionaven normalment i no contribuïren a la causa d'aquest accident».